# Roskilde
Roskilde er en dansk by på Østsjælland ud til den sydøstlige del af Roskilde Fjord. Den er en af landets ældste byer og er hovedby for Roskilde Kommune midt mellem København, Ringsted, Holbæk og Danmarks 10. største by med 53.354 indbyggere  (2025). Byen tilhører Region Sjælland.
Byen ligger for enden af Roskilde Fjord i et kuperet terræn, så Domkirken kan ses fra store dele af Nordøstsjælland. Byen var en stor og vigtig by allerede fra middelalderen, idet den havde en domkirke, og der blev oprettet flere klostre. Roskildebispen var en af de mest magtfulde personer i landet, og skiftende konger prioriterede også byen. Efter reformationen aftog byens vigtighed, og den sorte død og store bybrande gjorde yderligere deres for at formindske befolkningstallet op igennem renæssancen og under enevælden, hvor København og Øresundsregionen voksede kraftigt. Under industrialiseringen voksede befolkningstallet støt, ligesom den gjorde i det meste af landet.
Med sin infrastruktur er byen et regionalt knudepunkt og har været det i hvert fald siden 1700-tallet med anlæggelsen af Roskildevej 1770-76, indvielsen af Vestbanen i 1847, som landets første jernbane, og senest anlæggelsen af Holbækmotorvejen i 1960'erne og Roskilde Lufthavn i 1970'erne. Handelsmæssigt er byen også et vigtigt centrum med et stort opland, hvor RO's Torv og gågaderne i centrum af byen trækker folk til. Roskilde er en stor uddannelsesby med bl.a. professionshøjskole, teknisk skole, flere gymnasier og Roskilde Universitet.
Den årlige Roskilde Festival besøges af over 100.000 mennesker fra hele verden, og Roskilde er i denne periode landets fjerdestørste by. Roskilde Domkirke er på UNESCOs Verdensarvsliste, og de velbevarede vikingeskibe, kaldet Skuldelev-skibene, som er udstillet på Vikingeskibsmuseet trækker også mange turister til. Derudover findes bl.a. Museet for Samtidskunst, Roskilde Museum og Museum Ragnarock.

## Historie

### Middelalderen
Allerede i det 10. århundrede var byen en havneplads, som vandt i betydning ved, at Harald Blåtand anlagde en kongsgård vest for domkirken og på nordsiden af gaden "Bondetinget", og at den derefter blev valgt til bisperesidens. Efter Saxo Grammaticus' fortælling, udvidede Svend Tveskæg byen betydeligt. Også den anselige domkirke og de store gaver af jordegods, som kongerne skænkede den, bidrog til at hæve byen.
I det 12. og 13. århundrede havde Roskilde sin mest glimrende periode og var dengang, måske efter Slesvig by og Ribe, Danmarks betydeligste by. I begyndelsen af det 12. århundrede opførte Harald Kesja tæt nord for Roskilde og foran byens havn på en banke ved fjorden den faste borg Haraldsborg, hvis voldsted ved landevejen der kun er svage spor af. Denne borg blev vel snart ødelagt, da Erik Emune overfaldt sin broder Harald Kesja der i 1133 og afbrændte den, men den blev senere genopbygget, dog vist ikke før i begyndelsen af det 15. århundrede, og navnet var da almindeligt "Harritsborg". Først ved midten af det 12. århundrede blev byen selv befæstet af Svend Grathe. Byvolden (Burghæ Diget) har fulgt den senere Smedegade, Blegstræde (Blegdamsstræde, Borgdiget), Blaagaards Vænge og er gået noget nord for det senere Provstestræde og Klosterhusstræde. Byportene var Skt. Butolphi kirkeport mod vest og Rødeport mod øst. Pladsen ved Skt. Laurentii Kirke, den senere rådhusplads, har udgjort omtrent midtpunktet af byen. På denne tid (omkring 1151)) under borgerkrigen mellem Svend og Knud, var det, at Vetheman dannede et kaperselskab ("Roskildebrødrene") til bekæmpelse af de vendiske sørøvere, og 11. august 1157 skete i kongsgården Svends overfald på hans medkonger Knud Magnussøn og Valdemar Knudssøn. Fra byens storhedsperiode stammer de talrige kirker og klostre, som omtales i gamle dokumenter og historiske skrifter som beliggende i Roskilde, men som senere er forsvundne. Der var i middelalderen 12 sognekirker foruden domkirken, nemlig Alle Helgens, Sankt Budolfi, Sankt Dionysii, Sankt Hans, Sankt Laurentii, Sankt Mikkels, Sankt Mortens, Sankt Nicolai, Sankt Olai, Sankt Paul, Sankt Peder og Vor Frue.
Omkring 1150 opførte Svend Grathe Sankt Jørgensbjerg Kirke og Sankt Ibs Kirke, uden for byens volde.
Ikke mindre end fem klostre grundlagdes i Roskilde, og af disse hørte tilmed de tre, helligede Vor Frue, Skt. Klare og Skt. Agnete, til landets største og mest ansete byklostre. Ældst, fra omkring 1158, var Vor Frue eller Skt. Marie Kloster, i byens søndre udkant. Nord for Birkealleen og vest for Strandalleen lå Skt. Klare Kloster for nonner af Skt. Klare eller Skt. Damiani Orden. Det nævnes vel allerede 1243, da Erik Plovpenning tilskrev borgerne i Roskilde, at han havde tildømt det en gård der i byen. Men ret i stand kom det først 1255, da kong Christoffer begærede pavens tilladelse for grevinde Ingerd af Regenstein til at måtte oprette et Clarissekloster i Roskilde. Ingerd lod nonner komme fra Strasburg, og hun skænkede klosteret 1256 et større antal ejendomme i Nordsjælland. Derved såvel som ved en del jordegods i Flakkebjerg Herred, som ærkebiskop Jakob Erlandsen i 1259 skænkede klosteret, lagdes grunden til dets store rigdom. Senere øgedes den betydeligt, blandt andet ved gaver fra kvinder, som indgave sig i klosteret. En særlig interesse synes Erik Menveds dronning Ingeborg at have næret for det; efter sit sidste barns død indgav hun sig deri og døde her 1319. Nogle år før, i 1302, var klosteret nedbrændt, men fire biskopper tildelte nonnerne afladsbreve med absolution for alle, der hjalp til genopførelsen af bygningerne. Klosteret bestyredes af en abbedisse, de verdslige anliggender af en forstander (i reglen en adelsmand). Nonnernes antal (de var for det meste adelige) var meget stort: i 1437 fandtes der således 39. Klosteret ophævedes ikke med reformationen; endnu 1559 var der nonner. Universitetet fik det og det meste af dets gods 1561 i mageskifte for Knardrup Kloster, men synes ikke at have haft brug for dets vidtløftige bygninger. Det ville derfor bortleje eller sælge klosteret 1570, men da det ikke lykkedes, besluttede man i 1571 at nedrive det og sælge stenene. Jakob Ulfeldt til Selsø købte således ½ mio. sten, vistnok til en ny hovedbygning på Selsø. Tæt øst for Skt. Ibs Kirke lå Skt. Agnete Kloster for nonner af Dominikanerordenen. Begyndelsen til det gjordes af Erik Plovpennings datter Agnes, som 1264 gennem biskop Tyge af Aarhus fik pavelig tilladelse til at måtte stifte det. Opførelsen af det var dog vist allerede begyndt året før. Agnes blev straks priorisse, men afløstes et par år efter af sin ældre søster Jutta, som 1266 var indtrådt i Klosteret. De to kongedøtre blev imidlertid snart kede af det regelbundne liv, i 1272 drog de bort og toge alt det gods tilbage, som de havde henlagt til klosteret. Først efter langvarig strid kom det tilbage dertil. I begyndelsen af det 14. århundrede synes klosteret at have været forarmet, i 1335 påbød således Roskildebispen alle præsterne i sit stift en gang årlig at lade ombære en tavle i deres kirker for Skt. Agnete Kloster, som led stor mangel. Klosteret havde 1475 foruden priorissen 24 nonner (også mest adelige) og 1502: 22. Klosterets jordtilliggende var stort; ifølge en jordebog fra 1508–14 havde det ejendomme i henved 70 sjællandske landsbyer. Flere gange fik det kongelige beskærmelsesbreve og biskoppelige afladsbreve, blandt andet i 1452 af Roskildebispen Oluf Daa i anledning af en nylig stedfunden ildebrand, hvorved det for største delen var nedbrændt. 1508 gav priorissen Birgitte Oxe i forbindelse med dominikanernes provinciallektor nye regler for konventet. Klosteret bestod længe efter reformationen; endnu i 1568 nævnes en priorisse. I 1571 henlagdes godset under Roskildegaard, Kalundborg og Tryggevælde. I 1579 fik lensmanden på Roskildegaard kongebrev om, at der måtte brydes 4.000 sten af Skt. Agnete Kloster, og snart efter forsvandt det vel helt.
Af de øvrige klostre var Franciskanerklosteret, stiftet omkring 1237, sikkert det mest ansete. Her var det, at Erik Plovpenning forlangte at blive jordet, og her levede flere munke med et velberømt navn. Ved slutningen af det 13. århundrede var således Johannes Paaske, kendt som afskriver af Bibelen m.m., guardian. I 1496 døde her som simpel munk Laurentius Brandere, der efterhånden havde indført den strengere ordensregel, Observantsen, i 11 danske klostre, og blandt klosterets sidste munke var Petrus Olai, den historiske forfatter og samler. Selve klosterets historie er kun lidet kendt; i 1310 nedbrændte det ganske, og i 1297 havde munkene en hårdnakket strid med Roskildebispen Jens Krag, som blandt andet havde frataget dem et lille hus, hvori de sad og tiggede i regnvejr. 1519 berigede dronning Christine klosterets relikviesamling med 22 stykker; i alt omfattede den adskillige hundrede numre. Ved reformationen blev klosteret ophævet (omkring 1537), men bygningerne blev stående endnu en tid. I 1561 skænkede Frederik 2. dem til Corfitz Ulfeldt, og i 1581 byggede Jakob Ulfeldt to fattighuse i klosteret (nedrevne 1749 som brøstfældige). Fra denne gave undtoges dog klosterkirken, der var udset til sognekirke, men allerede 1574–75 bestemtes til at nedrives, da sognet henlagdes til domkirken. I 1592 byggedes dog et kapel i kirkens sted.
Dominikanerklosteret, stiftet omkring 1232, lå i lunden nord for det senere adelige jomfrukloster. Dets historie er kun lidet kendt. Flere gange vides det at være betænkt med gaver i testamenter. Kirken blev 1254 indviet til Skt. Katharina. I 1532 måtte klosteret sælge en gård i Slagelse på grund af sin store armod, og ved reformationens indførelse ophævedes det. Bygningerne blev dog stående indtil 1557, da det befaledes at nedbryde klosteret og kirken; senere solgtes stenene som bygningsmateriale til Erik Krabbe (Aastrup), Anders Barby og Corfitz Ulfeldt (begge Selsø). I 1565 fik Mogens Godske på Hørbygaard den øde plads i Roskilde, hvorpå klosteret havde stået, og 1584 fik Lave Beck på Roskildegaard den øde jord, hvorpå klosterets ladegård havde stået.
Til Roskilde hørte desuden i middelalderen tre milde stiftelser, et helligåndshus, Duebrødreklosteret og Skt. Jørgens Gaard.
- Helligåndshuset, stiftet i første fjerdedel af det 13. århundrede (det nævnes første gang i et testamente udstedt mellem 1211 og 1223), lå oprindelig uden for Roskilde, uvist hvor. Da denne noget fjerne beliggenhed fra byen imidlertid var til hinder for stiftelsens opkomst, blev den omkring 1253 ved Roskildebispen Jakob Erlandsens hjælp indflyttet til staden og opført på nogle småjorder tæt nordvest for Skt. Laurentii Kirke således, at denne kirke henlagdes til helligåndshuset. I modsætning til den gamle stiftelse uden for byen kaldtes den inde i byen "det nye hospital". Fra først af var helligåndshuset kun bestemt til 12 lemmer, men ved at skænke det bispetiender i Voldborg, Ramsø og Horns Herreder m.m. satte Jakob Erlandsen det i stand til at kunne optage flere fattige, lige som det også skulle huse 12 korpeblinge (kordrenge). Senere synes denne sidste bestemmelse delvis at være trådt ud af kraft; i et brev fra 1517, hvorved biskop Lage Urne forlenede en af Roskildekannikerne med helligåndshuset, nævnes kun fire korpeblinge. Med reformationen synes det at være gået tilbage for hospitalet. 1537 nedrev borgerne i Roskilde det meste af Skt. Laurentii Kirke, så at kun tårnet stod tilbage, og 1570 blev helligåndshuset henlagt til

- Duebrødrekloster.[5] I 1573 omtales bygningen som meget brøstfældig; i løbet af det 17. eller 18. århundrede er den sikkert forsvundet.[6]

Hvornår Roskilde har fået sin stadsret, vides ikke, men sikkert er det, at Erik Klipping stadfæstede den 15. juni 1268, og at den flere gange fornyedes, nemlig 9. januar 1440, 10. april 1445 og 15. juli 1472, ligesom der oftere gaves byen særlige privilegier, således da dronning Margrete i 1395 stadfæstede sin faders, Valdemar Atterdags, privilegium for Roskilde borgere om toldfrihed inden alle rigets grænser undtagen for de skånske markeders vedkommende, atter stadfæstet 1419 af Erik af Pommern. Men fra det 14. århundrede begyndte det at gå tilbage for byen. Mens kongerne tidligere ofte havde opholdt sig her, tog dette af fra det 14. århundrede og det hørte endog til sjældenhederne i det 15. århundrede. Erik Menved døde her 13. november 1319. Til byens nedgang bidrog vel de store ulykker, der hjemsøgte den, således pesten 1350 og 1484 og ildebrandene 1234, 1282 (der begge gik ud over domkirken), 1310, hvorved fem kirker brændte, og 14, maj 1443, da ligeledes domkirken med hele den midterste del af byen brændte. Kongsgården er sandsynligvis allerede forsvunden tidligere, måske under Erik af Pommern eller før, og fra den tid er det Haraldsborg, hvorfra kongebrevene udstedes: i 1445 gav Christoffer af Bayern borgen i morgengave til sin dronning Dorothea, når Kongerne var i Roskilde, indtil også den forsvandt, da grev Christoffer i Grevens Fejde ødelagde den 1534. Da havde Roskilde dog allerede for længst mistet karakteren af kongesæde, da København fra Erik af Pommerns tid var kommen under Kronen og efterhånden arbejdede sig op til at blive residensstad.

### Renæssancen
Reformationens indførelse bevirkede, at bisperesidensen forlagdes til København og klostrene efterhånden nedlagdes. Byen aftog mere og mere, og nye ulykker berøvede den det præg af storstad, som den for en del endnu havde bevaret; Pesten rasede hårdt i 1592 og 1711, og voldsomme ildebrande hærgede den, således 23. maj 1523, i 1559, da den sydøstlige del brændte, 7. juli 1647, da 160 gårde og huse gik op i luer, hvorefter det befaledes, at de nye huse skulle tækkes med tegltag. Det var her, at Karl Gustav den 26. februar 1658 tvang Danmark til Freden i Roskilde.
Skibsfarten i Roskilde var ubetydelig under renæssancen. Da der skulle udskrives bådsmænd til orlogsflåden den 6. februar 1562, skulle Roskilde kun stille med seks mand, mens fx Køge skulle stille med 15. Det var kun muligt at besejle byen med grundgående skibe, og fx da der skulle føres tømmer til byen i 1634 i forbindelse med byggeri på domkirken, måtte man udlosse tømmeret i Køge og føre det over land til byen. Det var muligvis af samme grund, at byens borgere samme år fik tilladelse til at udskibe korn fra "vor bro ved Sundby", hvilket man tidligere var blevet forhindret af borgerne i den nærliggende købstad Slangerup.

### Under enevælden
Byen brændte igen i 1731 og i 1735, da 86 gårde lagdes i aske. I 1672 havde byen 2.196 indbyggere, i 1753 kun 1.550 indbyggere. I løbet af 1700- og 1800-tallet rejste byen sig dog noget, og blev i 1835 valgt som centrum for Den Sjællandske Stænderforsamling.
Under enevælden var vilkårene for skibsfarten værre end nogensinde. Det fælles toldsted for hele Isefjorden og Roskilde Fjord lå ved Rørvig nær udmundingen og var fælles for Nykøbing Sjælland, Holbæk, Frederikssund og Roskilde. Toldstedet havde i 1735 kun 4 fartøjer og 1 båd, og ingen af disse var hjemmehørende i Roskilde. Dog besejlede fremmede skibe byen.
Derimod havde byen en vis fabriksvirksomhed, således et kattuntrykkeri og en papirmølle.
1769-1776 anlagdes kongevejen mellem København og Roskilde. og i 1790 var en strækning fra Roskilde til Elverdams mølle på grænsen mellem Roskilde og Holbæk amter færdig.
I august 1807 blev byen besat af englændere.

### Den tidlige industrialisering
I 1847 åbnede Danmarks anden jernbane fra Roskilde til København (den første var Altona-Kiel). Den 26. juni samme år kørte det første danske tog sin jomfrurejse fra Roskilde til København.
Roskildes befolkning var stigende i slutningen af 1800-tallet og begyndelsen af 1900-tallet: 3.805 i 1850, 4.338 i 1855, 4.6517 i 1860, 5.221 i 1870, 5.893 i 1880, 6.974 i 1890, 8.368 i 1901, 8.820 i 1906 og 9.696 i 1911.
Efter næringsveje fordeltes folkemængden 1890 i følgende Grupper, omfattende både forsørgere og forsørgede: 1.060 levede af immateriel virksomhed, 2.560 af håndværk og industri, 1.482 af handel og omsætning, 8 af søfart, 223 af jordbrug, 27 af gartneri, ingen af fiskeri mens 801 fordeltes på andre erhverv (hvoraf 678 levede af forskellig daglejervirksomhed), 635 levede af deres midler, 158 nød almisse og 20 var i fængsel. Ifølge en opgørelse i 1906 var indbyggertallet 8.820, heraf ernærede 714 sig ved immateriel virksomhed, 528 ved landbrug, skovbrug og mejeridrift, 5 ved fiskeri, 3.943 ved håndværk og industri, 1.517 ved handel med mere, 909 ved samfærdsel, 581 var aftægtsfolk, 230 levede af offentlig understøttelse og 393 af anden eller uangiven virksomhed.
Af industrielle anlæg havde købstaden omkring århundredeskiftet: 1 papirfabrik, 3 tobaksfabrikker, 2 jernstøberier og maskinfabrikker, 1 maskinfabrik, 1 vognfabrik, 2 mineralvandsfabrikker (hvoraf den ene Aktieselskabet Maglekilde og Frederiksberg Brøndanstalts Mineralvandsfabrik), 1 uldspinderi, 2 dampbagerier, 3 farverier, 3 garverier, 1 feldberederi og limfabrik, 1 lervarefabrik, 1 halmvarefabrik, 1 andelsslagteri, 1 tagpap- og asfaltfabrik, 1 spritfabrik, tilhørende Aktieselskabet "de danske Spritfabrikker", og 3 bogtrykkerier, hvorfra der udgik 3 aviser: "Roskilde Avis", "Roskilde Dagblad" og "Roskilde Tidende".
I Roskilde blev afholdt syv årlige markeder med det såkaldte pære- = pærtemarked (hestemarked) i september som det vigtigste. Torvedag med levende kreaturer var hver 1. mandag i hver måned.

### Mellemkrigstiden
Gennem mellemkrigstiden var Roskildes indbyggertal voksende: i 1921 12.815. i 1925 13.540, i 1930 14.149, i 1935 16.104, i 1940 21.699 indbyggere. Men samtidig skete der en vækst i forstæder i Roskilde købstads landdistrikt, i Himmelev Kommune og mere spredt i Sankt Jørgensbjerg Kommune, hvor der bosatte sig en række personer med arbejde i Roskilde. Den 1. april 1933 blev Roskilde købstads landdistrikt indlemmet i Roskilde, og den 1. april 1938 blev Skt. Jørgensbjerg Kommune indlemmet i købstaden.
| År                                                 | 1921   | 1925   | 1930   | 1935   | 1940   |
| -------------------------------------------------- | ------ | ------ | ------ | ------ | ------ |
| Roskilde købstad                                   | 12.815 | 13.540 | 14.149 | 16.104 | 21.699 |
| Bjerget (Skt. Jørgensbjerg Kommune)                | 1.304  | 1.311  | 1.267  | 1.342  | *      |
| Østre distrikt (Skt. Jørgensbjerg)                 | 1.057  | 1.286  | 1.583  | 1.948  | *      |
| Vestre distrikt (Skt. Jørgensbjerg)                | -      | -      | 532    | 597    | *      |
| Skt. Hans Hospital (Skt. Jørgensbjerg)             | 2.108  | 2.230  | 2.460  | 2.953  | *      |
| Roskilde købstads landdistrikt                     | 281    | 450    | 577    | *      | *      |
| Ny Himmelev og Frederiksborgvej (Himmelev Kommune) | 377    | 399    | 515    | 570    | 546    |
| Roskilde med forstæder                             | 17.943 | 19.216 | 21.083 | 23.514 | 22.245 |

Ved folketællingen i 1930 havde Roskilde 14.149 indbyggere, heraf ernærede 1.656 sig ved immateriel virksomhed, 5.057 ved håndværk og industri, 2.472 ved handel mm, 1.279 ved samfærdsel, 701 ved landbrug, skovbrug og fiskeri, 1.193 ved husgerning, 1.547 var ude af erhverv og 244 havde ikke oplyst indkomstkilde.
| Næringsveje            | Landbrug m.v. | Håndværk, industri | Handel og omsætning | Transport | Immateriel virksomhed | Hus- gerning | Ude af erhverv | Uangivet | I alt  |
| ---------------------- | ------------- | ------------------ | ------------------- | --------- | --------------------- | ------------ | -------------- | -------- | ------ |
| Roskilde købstad       | 701           | 5.057              | 2.472               | 1.279     | 1.656                 | 1.193        | 1.547          | 244      | 14.149 |
| Bjerget                | 144           | 568                | 98                  | 44        | 143                   | 86           | 176            | 8        | 1.267  |
| Østre distrikt         | 85            | 607                | 269                 | 204       | 110                   | 106          | 175            | 27       | 1.583  |
| Vestre distrikt        | 186           | 171                | 27                  | 20        | 80                    | 25           | 21             | 2        | 532    |
| Skt. Hans Hospital     | 4             | 41                 | 6                   | 0         | 440                   | 135          | 1.833          | 1        | 2.460  |
| Ny Himmelev            | 41            | 245                | 87                  | 36        | 66                    | 48           | 42             | 0        | 515    |
| Roskilde med forstæder | 1.209         | 6.970              | 2.967               | 1.610     | 2.597                 | 1.623        | 3.822          | 285      | 21.083 |

Bemærk: tabellen uden Roskilde købstads landdistrikt

### Efterkrigstiden
Efter 2. verdenskrig fortsatte Roskilde sin befolkningsvækst. I 1945 boede der 23.497 indbyggere i købstaden, i 1950 26.355 indbyggere, i 1955 28.878 indbyggere, i 1960 31.928 indbyggere og i 1965 37.102 indbyggere. I Himmelev Kommune voksede en ny forstad, Ny Himmelev, frem og i Reerslev-Vindinge Kommune forstaden Vindinge Lillevang.
| År                                             | 1945   | 1950   | 1955   | 1960   | 1965   |
| ---------------------------------------------- | ------ | ------ | ------ | ------ | ------ |
| Roskilde købstad                               | 23.497 | 26.355 | 28.878 | 31.928 | 37.102 |
| Ny Himmelev og Frederiksborgvej                | 565    | 613    | 678    | 926    | 1.842  |
| Vindinge Lillevang i Reerslev-Vindinge Kommune | -      | -      | -      | 188    | 203    |
| Roskilde med forstæder                         | 24.062 | 26.968 | 29.556 | 33.042 | 39.147 |

Byudviklingen bevirkede, at der blev nedsat et byudviklingsudvalg, som udarbejdede en byudviklingsplan for Roskilde-egnen omfattende både købstaden, forstadskommunen og flere landkommuner.
I 1955 åbnede motorsportsbanen Roskilde Ring, som samlede mange motorsportsarrangementer til de 85 arrangementer, som nåede at blive afholdt inden banen måtte lukke på grund af støjgener i 1968. Der blev 2 gange afholdt arrangementer i den mest prestigefyldte kategori Formel 1, og banen var et centrum for den banebaserede motorsport på Sjælland.
Vikingeskibsmuseet åbnede i 1969 og blev kraftigt udvidet i 1997.
I starten af 1970'erne blev byen kraftigt udvidet som kulturby: I 1971 afholdtes den første Roskilde Festival, og samme år indviedes Roskilde Amtgymnasium som supplement til det allerede eksisterende Roskilde Katedralskole. Roskilde Universitet (RUC) blev grundlagt i 1972, i 1973 åbnede lufthavnen og senest åbnede butikscenteret Ro's Torv i år 2003.

## Infrastruktur og transport
Fra Roskilde Station afgår størstedelen af byen og lokalområdets busser. Adskillige togforbindelser har stop i Roskilde, heriblandt InterCity mellem Københavns Lufthavn, Kastrup og Frederikshavn, Østerport og Esbjerg, regionaltog mellem Østerport og Rødby Havn, Kalundborg og Ringsted, og internationale tog fra København til Basel og Amsterdam.
Roskilde Lufthavn ligger omkring 6 km sydøst for byen og har primært primært taxi-, skole- og privatflyvning.
Holbækmotorvejen går fra Vigerslev uden om Roskilde og videre til Holbæk. Primærrute 6 går fra Solrød Strand til Roskilde og videre mod nord til Fredensborg. Primærrute 14 går fra Roskilde syd på via Ringsted til Næstved.
Roskilde Forsyning står for vand og fjernvarme til kommunens borgere. Roskilde Vandtårn leverede vand til byen i perioden 1960-2009.
Sjællands Universitetshospital i Roskilde blev grundlagt som Roskilde Sygehus i 1855. Det er en døgnbemandet visiteret skadestue. Desuden findes Sygehusapoteket Roskilde.
Roskilde Ting- og Arresthus blev tegnet af Vilhelm Petersen og blev indviet i 1878. Der anvendes fortsat til doms- og arresthus med plads til 25 indsatte. Retten i Roskilde ligger Ved Ringen og Søndre Ringvej.

## Erhverv
Med byens placering ved fjorden har Roskilde altid været et naturligt knudepunkt for handel helt tilbage fra Vikingetiden. Senere har byen fungeret som opsamlingspunkt for varer fra landområderne på Vestsjælland. Med jernbanen kunne produktionen og processering af råvarer samt slagtning af kvæg foregå i Roskilde, hvorefter det færdige produkt kunne køres direkte videre til kunderne i København. Dette grundlagde en stor del af byens nuværende fødevareindustri.
Roskilde Bank eksisterede fra 1884 til 2008, hvor den gik konkurs under finanskrisen.
Adax A/S, der laver tasker og punge, har deres hovedkvarter i Roskilde. Desuden findes bl.a. GourmetBryggeriet og Maglekilde Maskinfabrik
Stryhns Gruppen har sit hovedkvarter og fabrik i Himmelev i den nordlige del af byen. Fabrikken blev grundlagt i 1956, og det er i dag verdens største postej-fabrik.
En sammenslutning af byens detailhandelsbutikker, kaldet Stjernebutikkerne, arbejder for at bevare Roskildes status som en primær handelsby for hele regionen. Der findes et gågade-område i centrum fra stationen og ned forbi Domkirken hvor en stor del af daglighandelen foregår. Desuden findes RO's Torv, som er et butikscenter øst for centrum.

## Uddannelse
Roskilde er en by, der i høj grad er præget af at være universitets- og uddannelsesby. En lang række fag kan læses på Roskilde Universitet (RUC), som er beliggende i bydelen Trekroner i den østlige del af byen. I 2016 var der i alt 36 bachelor- og kandidatfag og 10 master- og diplomuddannelser. Desuden tilbyder University College Sjælland flere erhvervsrettede professionsbachelor-uddannelser indenfor sygepleje, fysioterapi, pædagogik og lærerfagene. I 2012 stod det nye University College Sjælland, tegnede af arkitekten Henning Larsen, færdigt. Det nye campus ligger ligeledes i bydelen Trekroner.
Byen rummer adskillige gymnasier; Roskilde Handelsskole, Roskilde Tekniske Gymnasium, Roskilde Gymnasium, Katedralskolen, Himmelev Gymnasium og Roskilde Tekniske Skole.
Foruden de akademiske uddannelser, findes der et stort udvalg af tekniske og erhvervsskoler i Roskilde:
- Roskilde Tekniske Skole uddanner indenfor byggeri, elektronik, medier og skov-/landbrug.
- Roskilde Lufthavn er hjemsted for en række flyveskoler, som uddanner fremtidige erhvervspiloter.
- Erhvervschauffører kan få kurser i alle former for køretøjskategorier gennem byens køreskoler. Fra taxa til bus- og lastvognskørekort samt truckcertifikat. FDM Sjællandsringen har faciliteter til glatførekørsel og manøvrebane til både personbiler, busser og lastvogne, og benyttes af elever fra hele Sjælland samt private køretekniske kurser.

MadX er et nyt tiltag tilknyttet Roskilde Universitets, som har hjemsted i Roskilde samt en afdeling i Hirtshals. Det er et madeksperimentarium, der skal udvikle den danske fødevarebranche, både indenfor produkter, teknologi og markedsføring. Roskilde blev valgt bl.a. på baggrund af, at der i forvejen findes en række fødevare-uddannelser i byen som fx Slagteriskolen.
Roskilde Kommune har 18 folkeskoler, to specialskoler og et 10. klassescenter (TCR). Tre friskoler findes også i kommunen.

## Kultur

### Museer

#### Vikingeskibsmuseet
Vikingeskibsmuseet har fem originale vikingeskibe fundet i Roskilde Fjord i starten af 1960'erne kaldet Skuldelev 1, 2, 3, 5 og 6 (det, man først troede var Skuldelev 4, viste sig at være dele af Skuldelev 2). Museet har desuden rekonstrueret en række skibe og både, fem heraf ud fra Skuldelev-skibene. Det største er Havhingsten fra Glendalough, som i 2007 sejlede til Dublin. Vikingeskibsmuseet blev i 2016 besøgt af over 155.000 gæster.

#### Ragnarock
Museum Ragnarock - Museet for pop, rock og ungdomskultur. (tidligere Danmarks Rockmuseum) er et museum for pop, rock og ungdomskultur, der åbnede den 29. april 2016.
Museet ligger i bydelen Musicon i Roskilde på hovedgaden Rabalderstræde 16. Museet er en kombination af et "musikexperimentarium" kaldet "lydlaboratoriet" og en museal udstilling om ungdomskultur. Museet er en del af Roskilde Museum og Museumskoncernen ROMU. I de første fem måneder efter åbningen havde museet over 50.000 besøgende, og en meget stor andel af personer under 18 år. I 2018 blev museet af National Geographic kåret til et af verdens bedste museer

#### Øvrige museer
- Museet for Samtidskunst i Det Gule Palæ ved siden af Domkirken
- Roskilde Museum, som udover samlingerne i museet varetager bl.a. følgende samlinger
  - Håndværkermuseet med tømmerhandler Børge Dahls samlinger
  - Roskilde Domkirkemuseum
  - Palæsamlingerne i Det Gule Palæ der belyser dele af Roskildes borgerlige kultur
  - Roskilde Museums Købmandsgård – Lützhøfts Købmandsgård i Ringstedgade
  - Roskilde Miniby, en udendørs model af byen som den så ud i år 1400, opstillet på Sankt Ibs vej[34]
- Roskilde Slagtermuseum, indrettet i en tidligere slagterhandel

### Torve, pladser og grønne områder
Stændertorvet er et stort centralt torv, der ligger mellem gågaden og domkirken. Det blev etableret efter reformationen. Ved stationen ligger Hestetorvet.
Roskilde rummer flere grønne områder og parker. I centrum af byens ligger både Folkeparken og Byparken. Derudover findes også Roskilde Ring Park i den sydlige del af byen, som blev etableret der, hvor motorsportbanen Roskilde Ring tidligere lå.
Roskilde har desuden otte kilder rundt om i byen, hvoraf Maglekilde har været den største og nok er den mest berømte. Kilderne har været brugt til at drive forskellig industri men vandmængden er i dag for lille.

### Roskilde Domkirke
Byens største attraktion er Roskilde Domkirke, der var den eneste domkirke på Sjælland indtil det 20. århundrede. Domkirken, som er fra den tidlige middelalder og i gotisk stil, er gravplads for en lang række af de danske konger og dronninger. En del kongelige begravelseskapeller er derfor blevet tilføjet bygningen og har dermed ændret bygningens fremtoning.
Den blev i december 1995 optaget på UNESCOs Verdensarvsliste. Grundene var blandt andet, at Nationalmuseet havde udfærdiget en flere hundrede sider lang ansøgning. Den indeholdt en redegørelse for, at alle kriterier for at blive erklæret som monument i verdensklasse var opfyldte. Heriblandt følgende:
- Fremragende arkitektur og kunstnerisk udsmykning.
- Historisk betydning ikke kun for Danmark, men hele Østersøregionen.
- Høj grad af autenticitet til trods for adskillige brande og til tider hårdhændede restaureringer.
- Betydningen som byens og dens omegns "landemærke".
- Fint samspil mellem Domkirken og de nærmeste omgivelser.
- God beskyttelse gennem dansk lovgivning.

Domkirken blev i 2016 besøgt af over 144.000 gæster.

### Musik
Det regionale spillested Gimle arrangerer hvert år forskellige koncerter, heriblandt en række gratis koncerter i Byparken.

#### Roskilde Festival
Hvert år siden 1971 er der blevet afholdt Roskilde Festival i byen. Festivalen er med sine over 100.000 gæster Nordeuropas største musikfestival. Roskilde Festival beror sig meget på frivillige, og det skønnes at der hvert år er mellem 20-25.000 frivillige mennesker, der hjælper til. Festivalen donerer hvert år sit overskud til humanitære og kulturelle formål verden over.
I kraft af festivalens betydning indenfor dansk musik, er det besluttet at opføre Danmarks Rockmuseum i byen.

### Øvrige seværdigheder
- Sankt Laurentii Kirkeruin under Stændertorvet
- Sankt Ibs Kirke, kirkeskib fra en gammel frådstenskirke
- Roskilde Kloster, det første adelige jomfrukloster i Danmark
- Roskilde Dyrskue besøges af omkring 80.000 personer.
- Offentlig kunst i Roskilde Kommune
  - Roskildekrukkerne, tre gigantkrukker udført af Peter Brandes og opstillet på Hestetorvet foran Roskilde Station
  - Rytterstatue af Dronning Margrethe 1. opstillet på Københavnsvej ud for RO's Torv

### Sport
Byen har en lang række sportsklubber og foreninger bl.a. Roskilde Boldklub af 1906, KFUM's Boldklub Roskilde, Roskilde Crocket Club, FC Roskilde, Roskilde Vikings Rugby Klub og cykelholdet Team Giant-Castelli.
Roskilde Idrætspark er hjemmebane for FC Roskilde, og har plads til omkring 6.000 tilskuere.
2. juli 2022 var Roskilde startby for 2. etape af Tour de France 2022.

## Venskabsbyer
Inden strukturreformen i 2007 havde de tre tidligere kommuner – Gundsø, Ramsø og Roskilde – i alt hele 11 venskabsbyer. Kontakten med nogle af byerne var meget sjælden, og i flere tilfælde var det faglige udbytte begrænset. Efter beslutning i byrådet den 23. maj 2007 er det formelle samarbejde med otte af venskabsbyerne ophørt. Det gælder Frei (Norge), Tjörn (Sverige), Linköping (Sverige), Joensuu (Finland), Tønsberg (Norge), Ísafjörður (Island) og Gniezno (Polen) og Wreznia[kilde mangler] (Polen).

### Vara, Sverige
Vara har været Ramsø Kommunes venskabsby siden 1970'erne. Aktiviteterne omfatter gensidige inspirationsbesøg for politikere, forvaltninger og institutioner, og der har været flere fælles EU-projekter. Aktuelt deltager bibliotekerne i Vara og Roskilde i et EU-projekt om Livslang Læring. I 2010 har Roskilde haft besøg af politikere og embedsmænd fra Kujalleq, Vara, og Paslalys.

### Nanortalik
Nanortalik har været Roskilde Kommunes venskabsby siden 1966. En af kommunens hovedaktiviteter er udvekslingsophold for skoleelever fra Nanortalik og Roskilde, og Roskilde leverer hvert år et juletræ til Nanortalik.
På privat initiativ blev Venskabsforeningen Roskilde-Nanortalik stiftet i 1984 med det formål at udbygge kontakten mellem personer og grupper fra byerne. Foreningen er meget aktiv med bl.a. foredrag, udvekslingsbesøg og foreningshus til ophold i Nanortalik.
1. januar 2009 blev de tre kommuner Nanortalik, Narsaq og Qaqortoq slået sammen til den nye storkommune Kujalleq, der er Grønlands sydøstligste kommune.

### Pasvalys, Litauen
Pasvalys er en region i det nordlige Litauen, og den største by i regionen hedder også Pasvalys. Denne region havde venskabsby-samarbejde med Gundsø Kommune, bl.a. projektsamarbejde om ældreplejen, ældrecenter og sukkersygeramte børn. Der har været udvekslingsbesøg for politikere, foreninger m.v..
Foreningen Pasvalys Venner opstod efter et kulturelt besøg af folkedanserforeningerne i Gundsølille og Jyllinge i 1993. Trods kulturelle forskelle oplevede deltagerne, at de havde meget til fælles – nemlig sang, musik og dans.
Med aktiviteter som folkedanser-legestue, lotterier, bankospil og loppemarkeder, samler foreningen løbende penge ind til nyttige formål i Litauen, bl.a. hospitalsudstyr, computer til et par skoler, brugt pænt tøj, legetøj til børn, penge til diabetesramte børn og renovering af et handicapcenter. Aktuelt forsøger foreningen at skabe kontakt mellem skoler i Roskilde og Pasvalys.

### Dublin, Irland
Havhingstens togt til Irland i 2007, "overvintringen" på nationalmuseet i Dublin og togtet tilbage til Roskilde i 2008 er et resultat af et omfattende samarbejdsprojekt. Det har skabt mange gode kontakter mellem aktører i de to byer, og der er opstået ideer om nye, fælles projekter.
Derfor har Dublin og Roskilde indgået en venskabsaftale om fællesaktiviteter og nye samarbejder. Aftalen er treårig og udløber ved udgangen af 2011. Der forelægger nu konkrete samarbejder inden for kultur og idræt.

## Notable bysbørn
- Gustav Wied – forfatter og samfundsrevser
- Halfdan E – komponist og arrangør
- Ib Michael – forfatter
- Jesper Christiansen – fodboldspiller
- Lis Frederiksen – tidligere pressechef for kongehuset
- Lise Nørgaard – forfatter
- Louis Pio – grundlægger af Socialdemokratiet
- Peter Madsen – fodboldspiller
- Ruben Bagger – fodboldspiller
- Lasse Schöne - fodboldspiller
- Simon Jul Jørgensen – komiker
- Thure Lindhardt – skuespiller
- Niels Nørløv Hansen – filminstruktør
- Jason Watt – racerkører
- Jan Magnussen – racerkører
- Kevin Magnussen – racerkører

## Galleri
- Gamle huse foran Domkirken.
- Roskilde Universitetsbibliotek.
- Det tidligere rådhus.
- Roskilde omkring 1900.
- Museumshallen på Vikingeskibsmuseet.
- Museumshallen på Vikingeskibsmuseet.
- Roskilde Domkirke set fra Stændertorvet.
- Roskilde Festival.
- Vikingeskibsmuseet.
- Museum Ragnarock.